# Горская, Наталья Александровна
Ната́лья Алекса́ндровна Го́рская (урождённая Кожина; 2 октября 1930, Москва — 18 мая 2004, там же) — советский и российский историк, доктор исторических наук (1978).

## Биография
В 1947 году поступила на исторический факультет МГУ, который окончила в 1952 году. Была последней аспиранткой академика Б. Д. Грекова в Институте истории АН СССР (1952—1955). После его кончины в 1953 году её научным руководителем стал В. Т. Пашуто.
Кандидатская диссертация — «Зерновое земледелие центральных областей Русского государства во второй половине XVI — начале XVII вв.» (1956). Докторская диссертация — «Монастырские крестьяне Центральной России в XVII веке» (1978).
С основанием журнала «История СССР» в 1957 году была в нём заведующей отделом истории периода феодализма (до 1970 г.).
В 1961—2001 годах — сотрудник Института истории (с 1968 — Институт истории СССР, с 1992 — Институт российской истории) Академии наук, в 1990—1993 годах — руководитель Центра по изучению России в средние века и раннее Новое время.
Похоронена в Москве на Калитниковском кладбище.

## Научная деятельность
Основная тематика исследовательской работы — аграрная и социально-экономическая история России периода феодализма, историческая демография, историография. Автор более 100 научных работ.
Возглавляемый Н. А. Горской с 1993 года научный коллектив проблемной группы «Собственность в феодальной России» подготовил под её руководством монографию «Собственность в России: Средневековье и раннее Новое время» (2001).
В книге «Борис Дмитриевич Греков» (1999), посвященной жизни и научному творчеству своего учителя, Н. А. Горская на основе в том числе архивных материалов исследовала деятельность Грекова в контексте развития отечественной исторической науки первой половины XX столетия.
В монографии «Русская феодальная деревня в историографии XX века» Н. А. Горская «обобщила и свела воедино многоаспектный историографический материал» не только по аграрной, но и в целом по социально-экономической истории России в Средние века и ранее Новое время.
Принимала деятельное участие в работе Симпозиума по аграрной истории стран Восточной Европы — международного научного форума историков-аграрников. С 1963 года — сопредседатель древнейшей сессии Симпозиума (первоначально — до XVIII в., с 1990‑х годов — до середины XIX в.), член оргкомитета и редколлегии ежегодника Симпозиума. С 1968 года — ответственный секретарь оргкомитета и член редколлегии «Тезисов докладов и сообщений» Симпозиума, фактически ставший ответственным за их публикацию. Число участников Симпозиума достигало в период её работы 60—100 и более человек. В 1975 году Отделение истории Академии наук СССР утвердило Симпозиум в качестве постоянно действующего всесоюзного научного форума и, одновременно, центра по координации научно-исследовательской работы по изучению сельскохозяйственной истории страны. В 1990 году Н. А. Горская стала заместителем председателя оргкомитета симпозиума. В 1991 году этот центр получил статус Научного совета по проблемам аграрной истории при Отделении истории РАН.

## Семья
- Муж — историк Анатолий Дмитриевич Горский (1923—1988).
- Сын — историк Антон Анатольевич Горский (род. 1959)[9].

## Основные работы

### Индивидуальные монографии
- Монастырские крестьяне Центральной России в XVII в. / АН СССР, Ин-т истории СССР. — М.: Наука, 1977. — 365 с. — 2700 экз.
- Историческая демография России эпохи феодализма: итоги и проблемы изучения / Рос. АН, Ин-т рос. истории. — М. : Наука, 1994. — 211, [2] с. — 870 экз. — ISBN 5020097500.
- Борис Дмитриевич Греков. — М.: ИРИ РАН, 1999. — 270 с. — ISBN 5201147453.
- Русская феодальная деревня в историографии XX в. — М. : Памятники исторической мысли, 2006. — 360, [4] с. — 800 экз. — ISBN 5884512066.

### Коллективные монографии, редакторская работа
- История крестьянства СССР с древнейших времен до Великой Октябрьской социалистической революции : в 5 т. / Отв. ред. В. И. Буганов, акад. И. Д. Ковальченко; АН СССР, Ин-т истории СССР. — М. : Наука, 1987—1993. — Т. 2 : Крестьянство в периоды раннего и развитого феодализма / Отв. ред. Н. А. Горская. — 1990. — 615 с. — ISBN 5020094625 (т.& (введение (с. 5—14); ч. II, разд. 1, гл. 3, § 1 (с. 230—243, в соавт.); гл. 4, § 2 (с. 336—341); гл. 5, § 1 (с. 349—368, в соавт.); заключение (с. 578—594)).
- Собственность в России: Средневековье и раннее новое время / Отв. ред. Н. А. Горская. — М. : Наука, 2001. — 283 с. — 800 экз. — ISBN 502 (введение (с. 3—6); гл. II (с. 41—56); гл. V (с. 166—175, в соавт.); заключение (с. 269—274)).

### Статьи
- Жилые записи (к истории найма в XVII в.) // История СССР. — 1963. — № 5. — С. 58—78.
- Государственные повинности монастырских крестьян XVII в. // Общество и государство феодальной России : сб. статей. — М.: Наука, 1975. — С. 317—326.
- Вненадельное землепользование монастырских крестьян в XVII в. // История СССР. — 1977. — № 1. — С. 49—70.
- Земледельческое хозяйство монастырского крестьянина центра Русского государства в XVII в. // Исторические записки. — М.: Наука, 1979. — Т. 104. — С. 203—239.
- Тенденции классовой борьбы крестьян в конце XVII в. (на материалах Железноборовского монастыря) // Вопросы истории. — 1981. — № 9. — С. 28—44.
- Некоторые итоги и перспективы изучения аграрной истории Северо-Запада России // История СССР. — 1982. — № 2. — С. 66—85. (в соавт. с Л. В. Миловым).